# Phytomyza digitalis
Phytomyza digitalis este o specie de muște din genul Phytomyza, familia Agromyzidae, descrisă de Erich Martin Hering în anul 1925.
Este endemică în Austria. Conform Catalogue of Life specia Phytomyza digitalis nu are subspecii cunoscute.